# 千代の海茂夫
千代の海 茂夫（ちよのうみ しげお、1945年10月21日 - ）は、北海道松前郡福島町出身で出羽海部屋、九重部屋に所属した元大相撲力士。本名は岡部 茂夫（おかべ しげお）。身長182cm、体重95kg。最高位は東十両7枚目（1974年1月場所）。得意技は左四つ、寄り。出身地は師匠や弟弟子の千代の富士貢と全く同じである。

## 経歴
1963年3月場所、出羽海部屋より初土俵を踏む。1967年3月の九重部屋独立に際して移籍。兄弟子の北の富士勝昭が第52代横綱に在位していた時に弓取式を務めていた。
1973年11月場所に新十両、1974年7月場所に引退（廃業）。その後、夫人の実家がある福岡市博多区で「相撲料理千代の海」を開いた。山田洋次・吉永小百合・王貞治など多くの著名人が同店の料理を味わったことが知られている。
同店は2017年2月限りで閉店。日刊スポーツの取材で岡部本人は「75（歳）までやろうと思ってたんだけど。膝が…」と、座敷に座るのも困難なほどに膝が曲がらなくなってしまったことを理由に、閉店を決めた旨を述べた。

## 戦績
- 通算成績：257勝236敗7休  勝率.521
- 十両成績：16勝29敗  勝率.356
- 現役在位：69場所
- 十両在位：3場所
- 各段優勝
  - 三段目優勝：1回（1965年1月場所）

### 場所別成績
| | 一月場所 初場所（東京） | 三月場所 春場所（大阪） | 五月場所 夏場所（東京） | 七月場所 名古屋場所（愛知） | 九月場所 秋場所（東京） | 十一月場所 九州場所（福岡） |
| --- | ----------------------- | ----------------------- | ----------------------- | --------------------------- | ----------------------- | --------------------------- |
| 1963年 （昭和38年） | x                       | （前相撲）              | 西序ノ口17枚目 5–2      | 東序二段45枚目 4–3          | 西序二段18枚目 3–4      | 西序二段32枚目 4–3          |
| 1964年 （昭和39年） | 西序二段15枚目 4–3      | 西序二段2枚目 3–4       | 西序二段11枚目 6–1      | 東三段目58枚目 2–5          | 西三段目88枚目 6–1      | 西三段目42枚目 4–3          |
| 1965年 （昭和40年） | 東三段目31枚目 優勝 7–0 | 東幕下47枚目 2–5        | 西幕下60枚目 3–4        | 東幕下66枚目 3–4            | 東幕下73枚目 4–3        | 東幕下64枚目 3–4            |
| 1966年 （昭和41年） | 西幕下69枚目 3–4        | 東幕下73枚目 3–4        | 西幕下79枚目 5–2        | 東幕下52枚目 4–3            | 西幕下44枚目 5–2        | 西幕下30枚目 2–5            |
| 1967年 （昭和42年） | 東幕下43枚目 1–6        | 西幕下70枚目 3–4        | 東三段目24枚目 4–3      | 西三段目7枚目 2–5           | 西三段目27枚目 5–2      | 西三段目3枚目 3–4           |
| 1968年 （昭和43年） | 西三段目10枚目 5–2      | 東幕下51枚目 2–5        | 西三段目10枚目 2–5      | 西三段目27枚目 6–1          | 東幕下54枚目 3–4        | 西三段目筆頭 6–1            |
| 1969年 （昭和44年） | 東幕下34枚目 3–4        | 西幕下40枚目 4–3        | 東幕下34枚目 4–3        | 西幕下30枚目 4–3            | 西幕下23枚目 2–5        | 西幕下37枚目 4–3            |
| 1970年 （昭和45年） | 西幕下30枚目 4–3        | 西幕下25枚目 3–4        | 東幕下33枚目 6–1        | 西幕下14枚目 1–6            | 東幕下36枚目 4–3        | 東幕下29枚目 4–3            |
| 1971年 （昭和46年） | 東幕下24枚目 6–1        | 西幕下9枚目 4–3         | 西幕下7枚目 3–4         | 東幕下11枚目 4–3            | 西幕下10枚目 3–4        | 西幕下14枚目 4–3            |
| 1972年 （昭和47年） | 東幕下11枚目 2–5        | 西幕下27枚目 6–1        | 西幕下9枚目 4–3         | 西幕下6枚目 3–4             | 西幕下11枚目 4–3        | 西幕下9枚目 4–3             |
| 1973年 （昭和48年） | 西幕下8枚目 2–5         | 東幕下22枚目 6–1        | 西幕下5枚目 4–3         | 東幕下4枚目 5–2             | 東幕下筆頭 4–3          | 西十両12枚目 9–6            |
| 1974年 （昭和49年） | 東十両7枚目 5–10        | 東十両13枚目 2–13       | 西幕下14枚目 3–4        | 東幕下23枚目 引退 0–0–7     | x                       | x                           |
| 各欄の数字は、「勝ち-負け-休場」を示す。 優勝 引退 休場 十両 幕下 三賞：敢=敢闘賞、殊=殊勲賞、技=技能賞 その他：★=金星 番付階級：幕内 - 十両 - 幕下 - 三段目 - 序二段 - 序ノ口 幕内序列：横綱 - 大関 - 関脇 - 小結 - 前頭（「#数字」は各位内の序列） |                         |                         |                         |                             |                         |                             |

## 改名歴
- 岡部 茂夫（おかべ しげお）1963年3月場所 - 1966年7月場所
- 千代の海 茂夫（ちよのうみ しげお）1966年9月場所 - 1973年1月場所
- 岡部 茂夫（おかべ しげお）1973年3月場所 - 1973年9月場所
- 千代の海 茂夫（ちよのうみ しげお）1973年11月場所 - 1974年7月場所